# ГПУ
ГПУ (на руски: ГПУ) е съкращението за Государственное политическое управление (Държавно политическо управление), което се появява през 1922 на мястото на ЧК.
ГПУ е един от най-могъщите инструменти и органи на масови убийства в историята на човечеството. То организира отнемането на собствеността от селяните в СССР и Украйна до 1934 и национализацията с репресивни методи, усъвършенства с ГУЛАГ унищожението чрез непосилен труд.
През 1934 се влива в структурите на НКВД.